# 나경훈
나경훈(1970년 6월 5일)는 대한민국의 희극 배우이다.

## 방송
- 일요일 일요일 밤에 (MBC)
- 웃으면 복이와요 (MBC)
- 오늘은 좋은날 (MBC)
- 코미디 채널 600 (MBC)
- 콤비 콤비 (MBC)